# Kurixalus naso
Espèce
Synonymes
- Rhacophorus naso Annandale, 1912
- Polypedates naso (Annandale, 1912)

Statut de conservation UICN

 DD  : Données insuffisantes
Kurixalus naso est une espèce d'amphibiens de la famille des Rhacophoridae.

## Répartition
Cette espèce se rencontre :
- en Birmanie ;
- au Tibet en République populaire de Chine ;
- dans le nord-est de l'Inde dans les États d'Arunachal Pradesh et du Mizoram.

## Publication originale
- Annandale, 1912 : Zoological results of the Abor Expedition, 1911-1912. Records of the Indian Museum Calcutta, vol. 8, no 1, p. 7-59 (texte intégral).